# 讓-克里斯托夫·約科茲
讓-克里斯托夫·約科茲（Jean-Christophe Yoccoz、1957年5月29日—2016年9月3日）是一位法國數學家，主攻動力系統。他是1973國際奧林匹克數學競賽銀牌得主，於1974年贏得一枚金牌。
他是1994年的菲爾茲獎得主，生前任職於法蘭西公學院。

## 外部連結
- 約翰·J·奧康納; 埃德蒙·F·羅伯遜, ,  （英语）
- 讓-克里斯托夫·約科茲在數學譜系計畫的資料。
- 讓-克里斯托夫·約科茲 在国际奥林匹克数学竞赛中的成绩